# UFC 192
UFC 192: Cormier vs. Gustafsson var en MMA-gala som arrangerades av Ultimate Fighting Championship och ägde rum 3 oktober 2015 i Houston i USA. 

## Resultat
1. ↑  Titelmatch i lätt tungvikt.
2. ↑  Catchweight 160 lbs.[2]